# Рьез
Рьез (фр. Riez, окс. Riés) — коммуна во Франции, находится в регионе Прованс — Альпы — Лазурный Берег. Департамент коммуны — Альпы Верхнего Прованса. Главный город кантона Рьез. Округ коммуны — Динь-ле-Бен.
Код INSEE коммуны — 04166.

## Население
Население коммуны на 2008 год составляло 1760 человек.
| 1962 | 1968 | 1975 | 1982 | 1990 | 1999 | 2008 |
| ---- | ---- | ---- | ---- | ---- | ---- | ---- |
| 1177 | 1379 | 1560 | 1680 | 1707 | 1667 | 1760 |

## Экономика
В 2007 году среди 1009 человек в трудоспособном возрасте (15—64 лет) 683 были экономически активными, 326 — неактивными (показатель активности — 67,7 %, в 1999 году было 68,9 %). Из 683 активных работали 539 человек (288 мужчин и 251 женщина), безработных было 144 (61 мужчина и 83 женщины). Среди 326 неактивных 79 человек были учениками или студентами, 114 — пенсионерами, 133 были неактивными по другим причинам.

## Достопримечательности
- Баптистерий (V—VI века), исторический памятник с 1840 года
- Античная колоннада, исторический памятник с 1840 года
- Часовня Сен-Максим
- Римские бани, открыты в 1842 году
- Башня с часами
- Археологический музей (основан в 1929 году)
- Солнечные часы на площади Сент-Антуан (1806 год)
- Бывший кафедральный собор Нотр-Дам-де-ла-Сед (XV—XVII века)

## Города-побратимы
- Мальяно-Альфиери (Италия) с 2008 года

## Фотогалерея

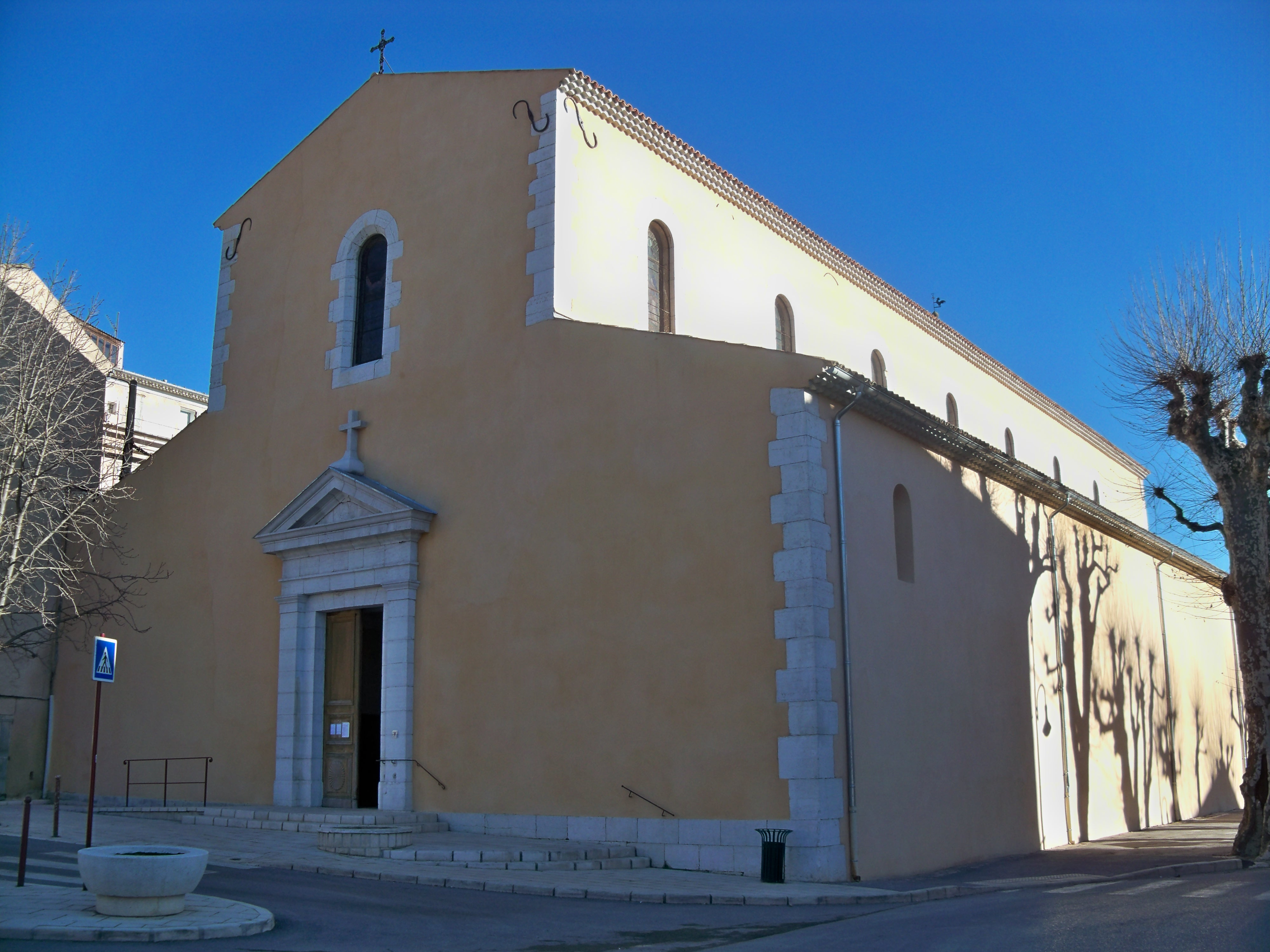
Церковь Нотр-Дам-де-л’Ассомтьон
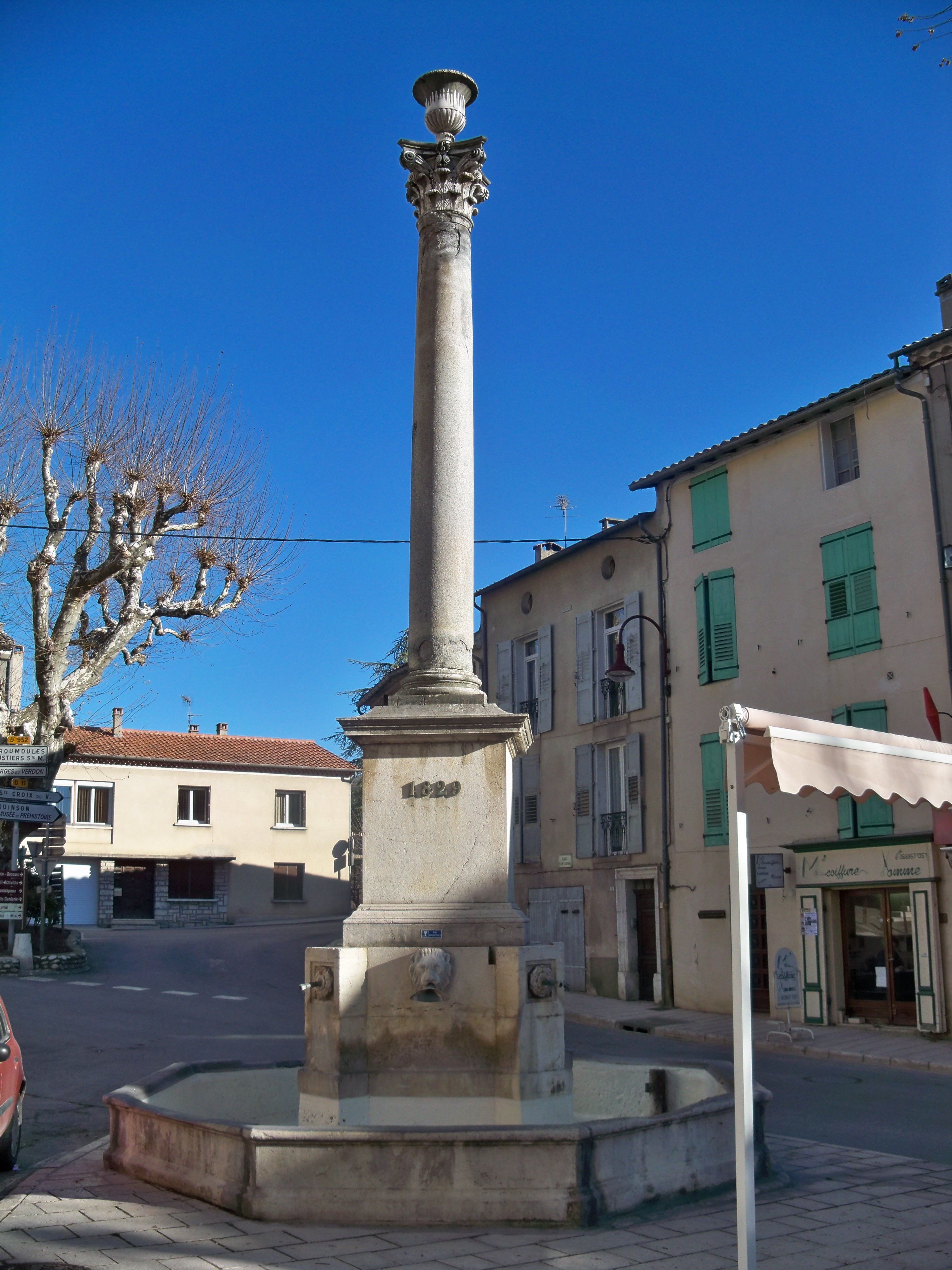
Колонна и фонтан
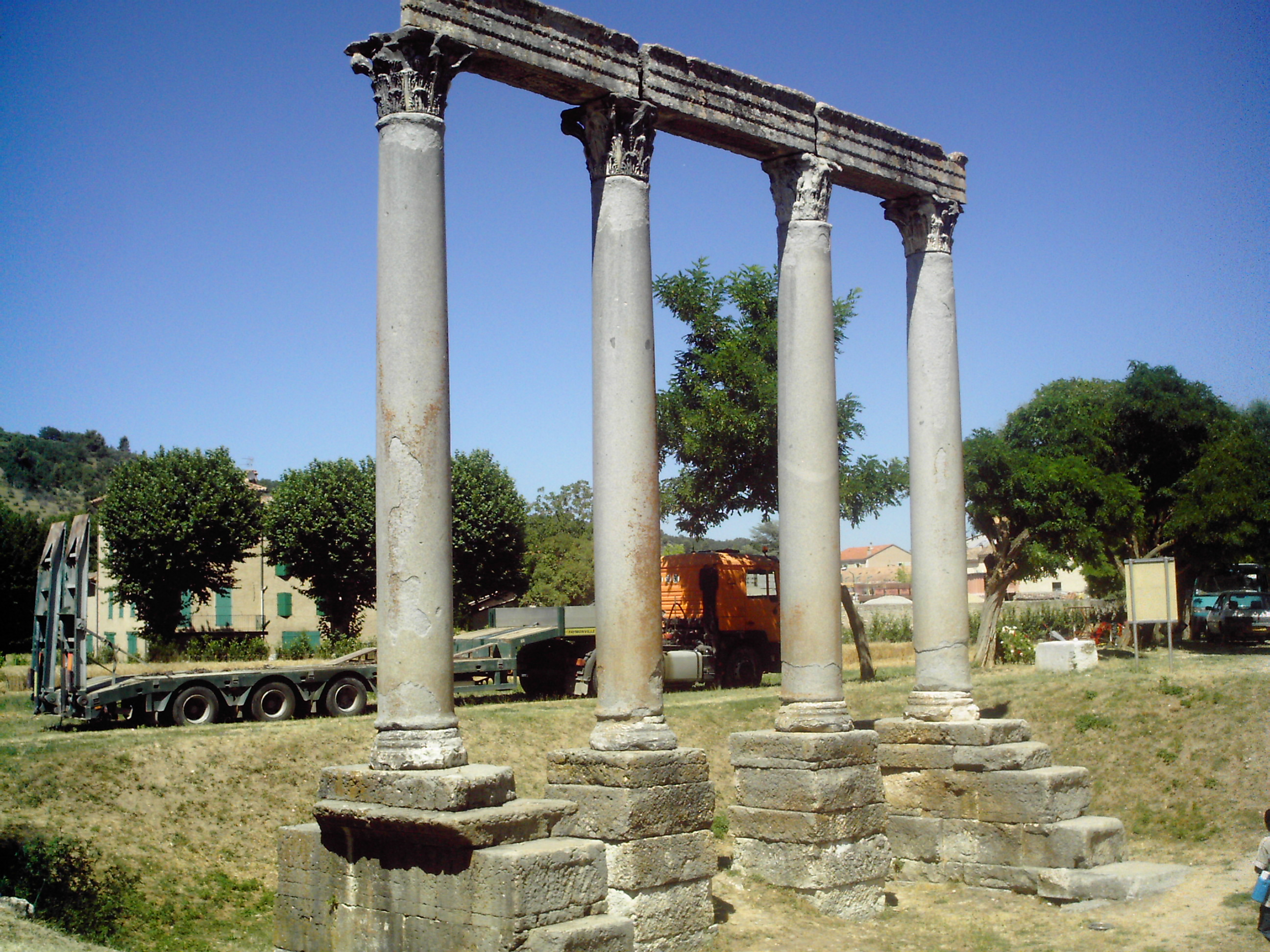
Античная колоннада